# Оорт, Барт ван
Барт ван Оорт (нидерл. Bart van Oort; род. 6 июня 1959, Утрехт) — нидерландский пианист.
Окончил Гаагскую консерваторию (1983), в 1986 г. завоевал первую премию и приз зрительских симпатий на Моцартовском конкурсе пианистов в Брюгге. Затем совершенствовался в Корнеллском университете под руководством Малколма Билсона. С 1997 г. активно концертирует по всему миру и записывается. Наиболее масштабный труд ван Оорта — запись всех фортепианных сочинений Моцарта (некоторых — впервые), осуществлённая к 250-летию композитора (2006). Среди сольных записей ван Оорта — комплект из четырёх дисков «Искусство ноктюрна в XIX веке», включающий все ноктюрны Шопена и Джона Филда, а также произведения Калькбреннера, Алькана, Лефебюра-Вели, Глинки, Клары Шуман и других композиторов. В ансамбле ван Оорт записал все фортепианные трио Гайдна, квартеты и трио Моцарта и т. д.
Ван Оорт преподаёт фортепиано и ведёт курс исторического исполнительства в консерваториях Гааги, Амстердама и Антверпена.